# Will Hunting
Will Hunting (originaltitel: Good Will Hunting) är en amerikansk dramafilm från 1997, regisserad av Gus Van Sant.

## Handling
20-årige Will Hunting (Matt Damon) är överlägset smartast på MIT, men han jobbar där som vaktmästare. Hans vardag består i övrigt av slagsmål och pubrundor med polarna, bland andra bästa kompisen Chuckie (Ben Affleck). En dag när professor Gerald Lambeau (Stellan Skarsgård) utlyser en matematiktävling upptäcks Will Huntings höga intelligens. 
Efter en fängelsedom beordras Will söka upp psykologen Sean McGuire (Robin Williams). Sean känner igen sig i Will, då han själv genomgått liknande kriser, men trots detta har han svårt att hjälpa Will eftersom han inte vill öppna upp sig. Wills själsliga kaos blir inte bättre då han blir kär i Skylar (Minnie Driver).

## Rollista (i urval)
| Matt Damon        | – Will Hunting     |
| Robin Williams    | – Sean Maguire     |
| Ben Affleck       | – Chuckie Sullivan |
| Stellan Skarsgård | – Gerald Lambeau   |
| Minnie Driver     | – Skylar           |
| Casey Affleck     | – Morgan O'Mally   |
| Cole Hauser       | – Billy McBride    |

## Om filmen
Filmen nominerades till nio stycken Oscars och vann två, en för Bästa manliga biroll (Robin Williams) och en för Bästa originalmanus (Ben Affleck och Matt Damon).
Problemet som Hunting löser på tavlan i korridoren utanför lektionssalen är ett kombinatoriksproblem kallat "homeomorfiskt irreducibelt träd" med 10 noder.